# 許忠
许忠，廣東潮州府海阳县人，明朝政治人物、进士出身。

## 生平
永樂十九年（1421年）辛丑科进士，授户部主事。